# Zenitismus
Zenitismus (srbochorvatsky zenitizam/зенитизам) je svébytný literární proud, který existoval v meziválečné Jugoslávii jako součást avantgardy. Byl značně ovlivněn dadaismem. Svůj název má podle časopisu Zenit, který vycházel v první polovině 20. let v Záhřebu, a později v Bělehradu. 
Mezi představitele zenitismu patřili např. bratři Ljubomir a Branko Micić, Ivan Goll, Boško Tokin a také významný jugoslávský dadaista Dragan Aleksić. Zenitismus chtěl být revoluční, internacionální, bořit zavedené zvyky a mýty. Jeho cílem bylo dosáhnout nejvyššího možného způobu vyjádření uměleckého díla.. Stejně jako dadaisté a později surrealisté odmítali zenitisté tradice, zavedený rodinný život, nebo církevní hodnoty.. Městskou společnost označovali za buržoazní.[zdroj?] Jen těžko se však vymezovali vůči dadaismu. Zenitismus byl sice méně radikální (a proto také tak rychle nezmizel ze scény jako dadaismus), ale i on se vyžíval ve vizuálně nekonformním stylu, odmítal formalismus a pozornost soustředil i na nové žánry, mezi které patřil např. film. Sami autoři své hnutí definovali jako abstraktní kosmický expresionismus.

## Vývoj
Podobně jako tomu bylo v případě jugoslávských surrealistů, i zenitisté demonstrovali svojí přítomnost v literárním světě prostřednictvím manifestu. Manifest zenitismu sepsali v r. 1921 v Záhřebu Ivan Goll, Boško Tokin a Ljubomir Micić. Na rozdíl od surrealistů však zenitisté nebyli jen srbským, nebo chorvatským kulturním proudem, neboť působili nejprve v Záhřebu, a později v Bělehradě. Zenitisté se také zasloužili o zorganizování avantgardní výstavy, která se v roce 1924 konala v jugoslávské metropoli.
Po zveřejnění článku Zenitismus prizmatem marxismu (Zenitizam kroz prizmu marxizma) byl časopis Zenit zakázán (1926), což znamenalo konec tohoto proudu. Jugoslávský režim si ho totiž ztotožnil s ostře odmítaným komunismem.
V roce 1938 vydal Ljubomir Micić román Barbarogenije decivilizator, kterým se pokusil ještě jednou oživit ideje zenitismu a avantgardy 20. let.

## Spolupráce s ostatními tvůrci
Zenitisté spolupracovali s různými uměleckými skupinami po celé Evropě. Jednalo se například český Devětsil, dále pak o italské futuristy a ruský konstruktivismus. V časopise Zenit tak byly uveřejňovány texty nejen v srbochorvatštině, nebo avantgardě tak blízké francouzštině, ale také v němčině, ruštině, češtině, italštině, esperantu, nebo dalších jazycích.

## Politická orientace
Politicky byl zenitismus levicový; jeho autoři sympatizovali s marxismem a značný ohlas u nich našla Říjnová revoluce. Také proto byli někteří z nich stíháni protikomunistickým královským režimem. Rovněž byl zenitismus humanistický a antimilitaristický. Jeho cílem se mělo v politické linii stát ovšem vybudování morálního řádu, nikoliv společenského, nebo politického.[zdroj?]
Svůj internacionalismus dávali zenitisté najevo prostřednictvím vlastního chápání hesla "balkanizace" - představujícího především sjednocení všech lidí bez ohledu na národnost, či víru, do jedné antimilitaristické fronty. Jednalo se o analogii vzniku jednotného Království Srbů, Chorvatů a Slovinců krátce po konci první světové války v protikladu právě ke světovému konfliktu, který zpustošil značnou část Evropy.